# باسل هنريكوس
باسل هنريكوس (30 أكتوبر 1922 – 2002) هو ملاكم سريلانكي راحل، مثّل بلاده في الألعاب الأولمبية الصيفية 1952.

## روابط خارجية
باسل هنريكوس على موقع أوليمبيديا (الإنجليزية)